# Iubsoda duffelsi
Iubsoda duffelsi är en insektsart som först beskrevs av Dlabola 1974.  Iubsoda duffelsi ingår i släktet Iubsoda och familjen sporrstritar. Inga underarter finns listade i Catalogue of Life.